# Port de Livourne

Le port de Livourne est l'un des plus grands ports maritimes italiens et l'un des plus grands ports maritimes de la mer Méditerranée, avec une capacité de trafic annuel d'environ 30 millions de tonnes de fret et de 600 000 EVP.
Le port est également un employeur important dans la région, avec plus de 15 000 employés qui fournissent des services à plus de 7 000 navires chaque année.
Le port de Livourne est considéré comme un important port italien le long du corridor maritime tyrrhénien, capable de transporter toutes sortes de navires (roulier, Lift-on/lift-off (en), vrac liquide et sec, navire de croisière, ferry). Le port dessert principalement les régions de Toscane, d'Émilie-Romagne, d'Ombrie et des Marches en Italie.

## Description

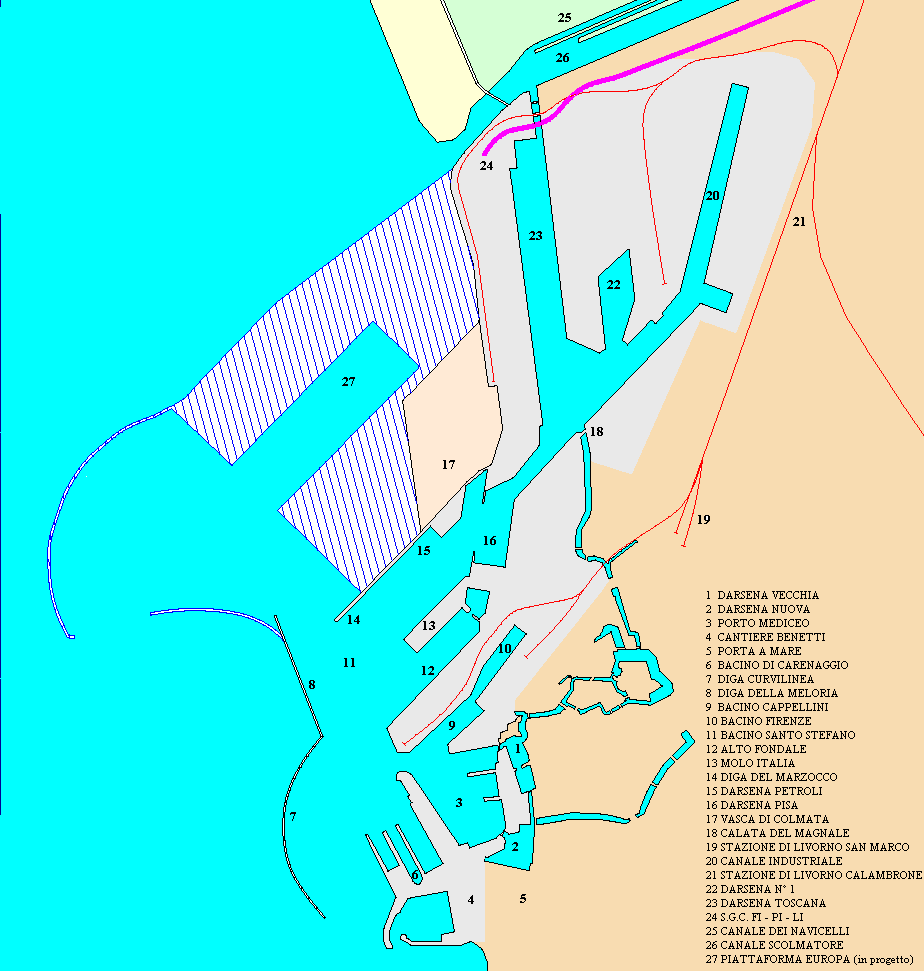
Plan du port de Livourne

Le port de Livourne est situé sur la mer Ligure, dans la partie Nord-Ouest de la Toscane. Le port est divisé en quatre ports principaux: Porto Vecchio (Vieux Port) et Porto Nuovo (Nouveau Port).
Avant-port
L'avant-port est une vaste zone située en dehors du port, délimitée au sud par la Diga della Vegliaia, à l'ouest par la Diga Curvilinea (digue courbe) et à l'est par la partie extérieure du Molo Mediceo (Môle Medicis) . Cette zone comprend le Nuovo Bacino di Carenaggio (nouvelle cale sèche) et le Morosini Port utilisé par le chantier naval de Benetti.
Porto Vecchio
Le Vieux Port occupe la partie sud du port et comprend : Porto Mediceo (Port Médicis), Vecchia Darsena (Vieille Darse), Nuova Darsena (Nouvelle Darse), Bacino Cappellini (Dock Cappellini) et Bacino Firenze (Dock de Florence) .
Bacino Santo Stefano
Le dock Saint-Étienne est bordé au nord par la Diga del Marzocco(digue du Marzocco), à l'ouest par la diga della Meloria (digue de Meloria) construite en 1900, qui est le prolongement droit de 550 mètres de la digue. Diga Curvilinea , le Dock Alto Fondale, le Darsena Petroli (Dock des Huiles), le Darsena dei Calafati (Quai Caulker) et la première partie de la voie navigable qui mène au Port Industriel .
Porto Nuovo
Porto Nuovo (Nouveau Port) est situé dans le secteur nord du port et correspond au Porto Industriale qui renferme: le Darsena Toscana (Dock Toscan), le Darsena Inghirami (Quai Inghirami), le Darsena Ugione (Quai Ugione), le Canale Industriale (canal industriel) et Canale dei Navicelli . [7]

## Porto Vecchio
Vecchia Darsena :
Le Vieux Dock était un petit bassin à côté de Vecchia Fortezza avec l'entrée vers le sud-ouest. De là, 12 galères partirent le 8 juin 1571 pour prendre part à la bataille de Lépante. Le Vieux Dock est toujours en activité et sert de port aux bateaux de pêche et aux navires de patrouille.
Porto Mediceo :
Le Port Médicis , est un périmètre fortifié de forme quadrangulaire, ouvert vers le nord, qui est la partie la plus ancienne du port de Livourne. Il a été commandé par Cosme Ier de Toscane qui a appelé Bartolomeo Ammannati en 1572 pour ce projet, mais la construction a été réalisée après son grand duché. Dans les années suivantes, Claudio Cogorano, Antonio Cantagallina et Robert Dudley ont contribué au projet. Le projet impliquait la construction de quais avec des murs de défense pour relier la Fortezza Vecchia (ancienne forteresse) à la Fanale dei Pisani (phare des pisans).

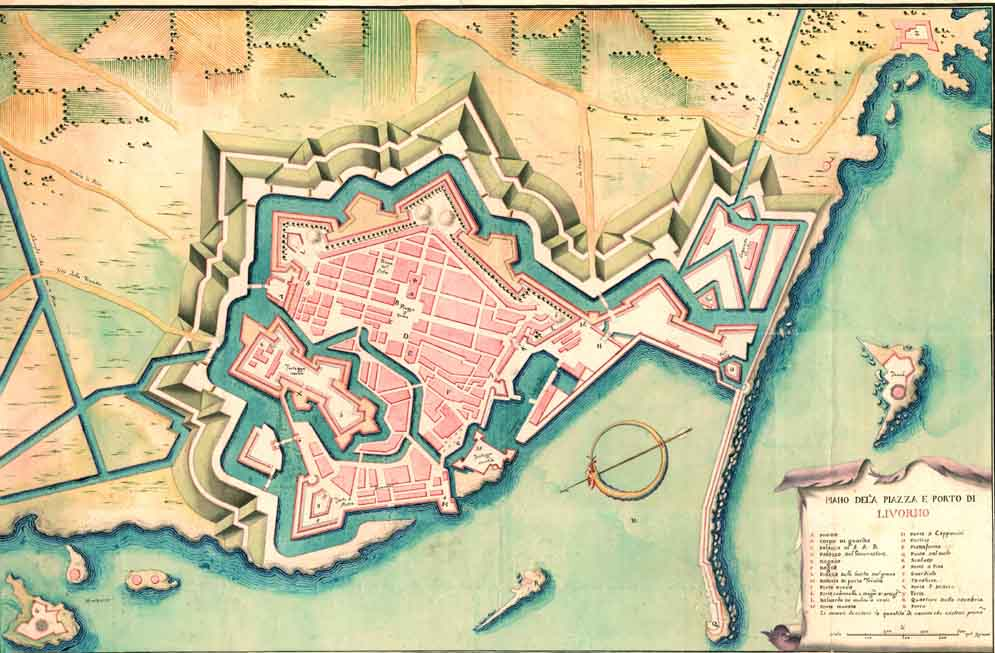
Une carte du XVIIe siècle montrant Porto Mediceo

Le premier quai a une longueur totale de 348 mètres et a été construit sous Ferdinand Ier de Médicis, prenant le nom de Molo Ferdinando ou Andana degli Anelli (Le mot Andana avait alors le sens des navires amarrés parallèlement à un quai). Molo Ferdinando part de l'entrée de la baie de Vecchia Darsena (Vieux Dock), près de la Fortezza Vecchia, jusqu'au deuxième quai qui lui est perpendiculaire. Ce quai s'appelle Molo Cosimo ou 'Andana delle Ancore pour la raison qui a été construite sous Cosme II de Médicis. Il a une longueur de 240 mètres et se termine avant d'atteindre la Fanale dei Pisani pour la raison que le récif de Sassaia a bloqué la construction. Dans cet endroit a été construit un bastion appelé Fortino della Sassaia (forteresse de Sassaia).
Le troisième quai est le prolongement perpendiculaire du Molo Cosimo construit à partir du récif de Sassaia vers le nord-ouest, parallèlement à la côte, afin de réparer le port, il est appelé Molo Mediceo (quai Médicis) ou Molo del Forte (Quai de la forteresse). Elle a une longueur de 470 mètres et une largeur de 250 mètres et à son extrémité se trouve une forteresse appelée Fortezza del Molo (forteresse de quai), autrefois équipée de 27 canons et de 200 soldats afin de défendre l’entrée du port et maintenir la neutralité du port. Il est évident que Porto Mediceo a eu à cette époque d'une grande importance militaire et stratégique en plus de celle de nature commerciale, car il pouvait accueillir 140 navires.
Le port est resté inchangé jusqu'en 1853 quand a été construit le Diga Rettilinea. Cette digue, qui n'était pas reliée au littoral, devait protéger le port des vagues venant du nord. À la fin du XIXe siècle, la Diga Rettilinea fut reliée à la terre et un nouveau quai, appelé Darsena del Mandraccio, a été construit près de Fortezza Vecchia. Un nouveau plan de port a été approuvé en 1906 et concernait la construction de deux brise-lames : la Diga della Meloria et la Diga del Marzocco.
Nuova Darsena :

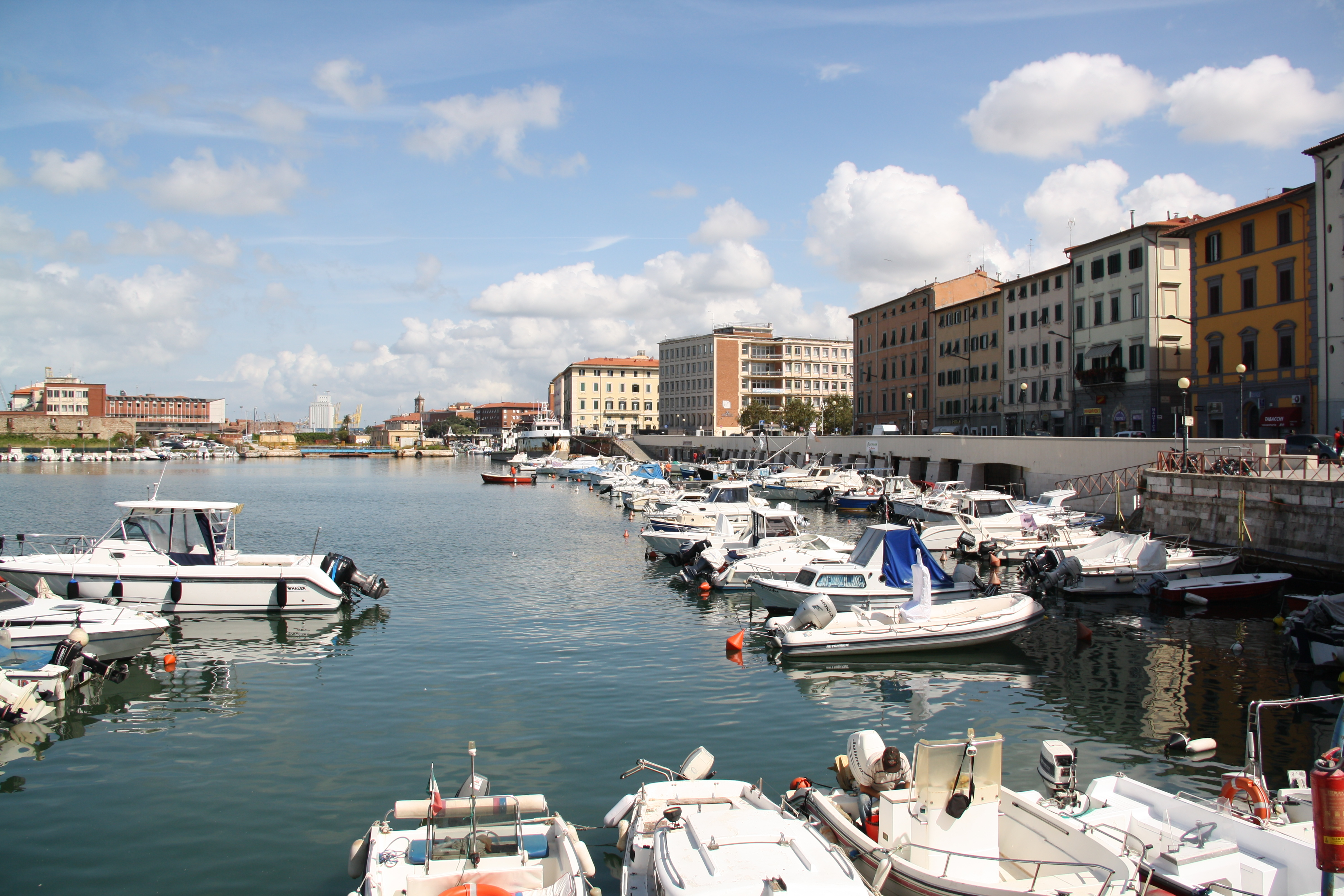
Nuova Darsena

Le Chantier naval des frères Orlando (Cantiere navale fratelli Orlando) a été construite par la famille Orlando en 1866 sur une zone occupée jusqu'en 1852 par le Lazaret Saint Roch (Lazzeretto San Rocco) à côté du Fosso Reale (fossé royal). Le canal, à cet endroit, a été agrandi et un quai appelé San Rocco ' a été érigé. Le quai a été rebaptisé Nuova Darsena (Nouveau Dock) et relié à Porto Mediceo pour permettre aux navires d'atteindre le chantier naval. Une nouvelle cale de halage, appelée Scalo Umbria, a été construite du côté sud du bassin et une cale sèche a été construite du côté nord. Aujourd'hui, cette partie du chantier naval n'est plus utilisée et les entrepôts et les hangars ont été démantelés et la région est en train de se transformer pour en faire un quartier résidentiel appelé Porta a Mare.

## Porto Nuovo
Porto Industriale : 
La construction du nouveau port industriel a débuté en 1910 lorsque la nouvelle ligne ferroviaire côtière reliant Pise à Rome a été ouverte. En raison de la Première Guerre Mondiale, les travaux ont été interrompus jusqu'en 1922, date à laquelle une variante du plan portuaire, a été proposée. L’agrandissement du port au nord de Bacino Santo Stefano à l’intérieur du littoral, avec une série de canaux et de quais à proximité des installations industrielles, a été décidé. Le port a été reconstruit après les graves dommages causés par la Seconde Guerre mondiale et un nouveau plan a été approuvé en 1953. Il a considéré la reconstruction des quais et de leurs équipements, la construction de Darsena Petroli pour permettre l’accostage des pétroliers, un nouveau quai nommé Santo Stefano et Molo Italia, d'une longueur de 800 mètres et d'une largeur de 150 mètres. Au cours des années suivantes, de nombreuses variantes du plan ont été approuvées afin de convenir aux installations portuaires et aux quais.
Canale dei Navicelli :
Le canal Navicelli est un canal construit entre 1563 et 1575 pour relier Pise au port de Livourne. Le nom provient de ce que l'on appelle les « navicelli » , des petits bateaux toscans de petite taille qui transportaient des marchandises sur le canal.

## Brise-lames
Diga della Vegliaia :
Elle a été construite à l'endroit appelé Vegliaia où il y avait des falaises. Le brise-lames a pour but de protéger l'entrée sud du port des vents dominants. Une structure rectiligne d'une longueur de 490 mètres a été construite de 1888 à 1900.
Diga Curvilinea  :
Le dernier grand-duc Léopold II de Toscane a ordonné en 1852 la construction de cette digue courbe appelé Molo Novo par les habitants, qui délimite à l'ouest l'avant-port. C'est une construction massive, construite sur le projet de Victor Poirel, formée par une sous-structure faite de roches artificielles, tandis que la partie supérieure est surmontée d'un mur qui protège l'avant-port. Elle a été achevée en 1863 et elle est située à  800 mètres du port et à 400 mètres de la Fanale dei Pisani. Elle a une longueur de 1,150 mètres avec un arc de 1,000 mètres et une largeur moyenne de 8,50 mètres .
Diga della Meloria :
Sa construction a été approuvée en 1906. Elle est le prolongement droit, long de 704 mètres, de la Diga Curvilinea au nord-ouest le nouveau Bacino Santo Stefano.
Diga del Marzocco :
Elle a été construite selon le plan Cozza de 1908, concernant la construction d'un brise-lames parallèle à la Diga Rettilinea , de la Tour du Marzocco vers la Diga della Meloria. De cette manière, une seconde ouverture de 300 mètres de large a été créée dans la partie nord formant le  Bacino di Santo Stefano (quai de Santo Stefano). S'y trouvent aussi les restes de l'ancienne Tour de Magnale détruite après la dernière guerre.
|                 |
| Diga Curvilinea |

|                    |
| Diga della Meloria |

|                     |
| Diga della Vegliaia |

|                  |
| Tour du Marzocco |

## Phares
Fanale dei Pisani :

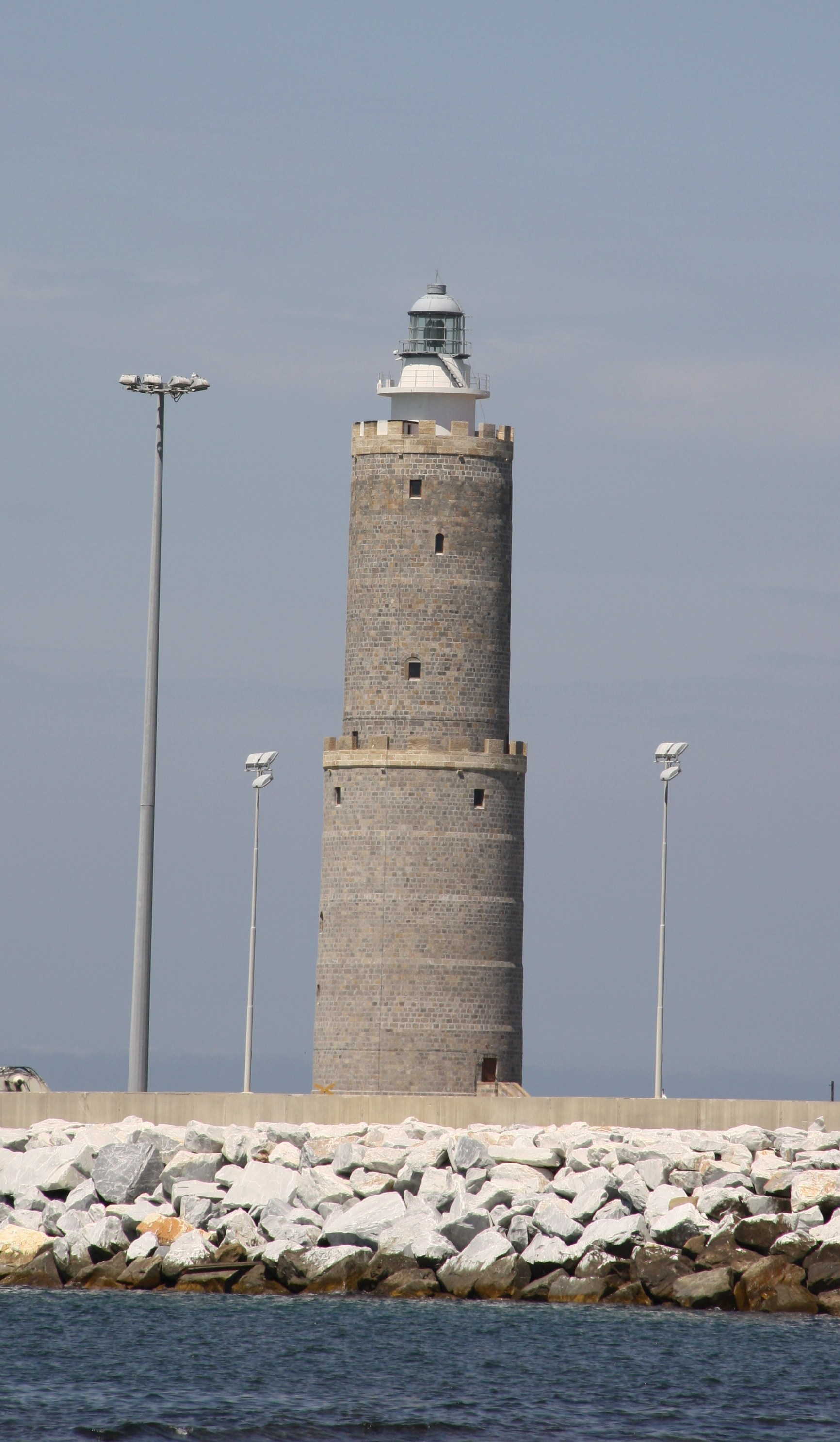
Fanale dei Pisani

Le phare de Livourne, appelé Fanale dei Pisani, a été construit par les Pisans en 1303 sur un projet attribué à Giovanni Pisano et aux maîtres-bâtisseurs Rocco Entello De Spina et Bonaggiunta Ciabatti, dont les noms ont été gravés sur une pierre . Le phare a été construit sur une roche émergente entourée par la mer à l'entrée sud du port.
Faro della Diga Curvilinea : 
Le phare a été construit en 1857 et est situé à l'extrémité sud du brise-lames Diga Curvilinea à l'entrée du port de Livourne.
Faro dismesso della Diga Curvilinea :
Le phare a été construit en 1857 et est situé à l’extrémité nord du brise-lames Diga Curvilinea qui était relié à la Diga della Meloria en 1906.
Faro della Diga del Marzocco :
Le premier phare de Diga del Marzocco a été construit en 1917. Le feu actuel est une structure métallique compacte peinte en rouge sur une base en béton. Le feu est exploité par Marina Militare et il est entièrement automatisé. Il dispose d'une unité solaire et émet trois éclats rouges sur une période de 10 secondes avec un plan focal à 13 mètres au dessus du niveau de la mer .
Faro della Diga della Vegliaia :
Le premier phare de a été construit en 1895. Le feu actuel étant une tour cylindrique de 13 mètres de haut. Le feu est exploité par Marina Militare et il est entièrement automatisé. Il dispose d'une unité solaire et émet un éclat vert par période de 3 secondes visible jusqu'à 12 milles marins.
Faro della Diga Rettilinea :
Ce feu de secteur est placé à l'extrémité de Diga Rettilinea à l'entrée du port Médicis. La lumière est une structure métallique peinte en rouge, opérée par Marina Militare. Il est entièrement automatisé et dispose d'une unité solaire. Il émet deux éclats rouges par période de 6 secondes avec un plan focal de 8 mètres au-dessus du niveau de la mer, visible jusqu'à 6 milles marins.
Faro del Molo Mediceo light :
Ce feu de secteur est placé à l'extrémité de Molo Mediceo à l'entrée du port Médicis. La lumière est une structure métallique peinte en vert, opérée par Marina Militare. Il est entièrement automatisé et dispose d'un groupe électrogène solaire. Il émet deux éclats verts par période de 6 secondes, avec un plan focal à 6 mètres au-dessus du niveau de la mer visible jusqu'à 6 milles marins.
|                      |
| Phare Curvilinea sud |

|                      |
| Phare Curvilinia sud |

|                            |
| Phare de la digue Marzocco |

|                      |
| Phare de la Vegliaia |

## Terminaux
Terminal de produits surgelés :
Ce terminal a une superficie de 18.009 m² , une capacité de stockage de 35.000 m² 2 et une capacité de trafic annuelle d’environ 200.000 tonnes . [29]
Cuivre et métaux non ferreux :
Ce terminal du cuivre et des métaux non ferreux a une capacité de stockage de 95.821 m² et une longueur de quai de 500 m.
Céréales :
Les terminaux céréaliers ont une superficie de 63.000 m², une longueur de quai de 336 m et une capacité de stockage de 115.560 tonnes.
Terminal automobile :
Le port de Livourne dispose d'un terminal de roulier d'une longueur totale de 1.741 m et d'une superficie de 477.060 m². Sa capacité de stockage est de 6.000 voitures et avec une capacité de transbordement de 1.200.000 unités par an.
Terminal Ferry :
Les compagnies de transport maritimes Corsica Ferries - Sardinia Ferries, Moby Lines, Toremar et Grimaldi Lines effectuent tous des départs du port de Livourne vers la Sardaigne, la Corse, l'Espagne et le Maroc.
Conteneurs :
Le terminal à conteneurs a une superficie de 658.000 m², d'une longueur de quai de 1.550 m et une capacité de trafic annuelle de 2.000.000 EVP.
Fret en vrac :
Le terminal de fret en vrac est spécialisé dans la manutention du bois, des métaux non ferreux , de la cellulose, du papier, du sable, de l'argile, du charbon, de la bentonite et des produits métalliques. Le terminal a une superficie de 181.567 m², d'une surface de stockage de 71.221 m ²2 et une capacité de stockage de 160.000 m³.
Terminal multi-usage :
Le terminal a une capacité de stockage de 25.000 m ²2 et une longueur de 96 m.
Gaz naturel liquéfié :
Le port de Livourne dispose d'un terminal de GNL d'une capacité de quatre milliards de m³ appartenant à Endesa et Amga ouvert en 2007 après un investissement de 560 millions de dollars.